# Synegia limitatoides
Synegia limitatoides är en fjärilsart som beskrevs av Inoue 1982. Synegia limitatoides ingår i släktet Synegia och familjen mätare. Inga underarter finns listade i Catalogue of Life.